# Lotność (ciecz)

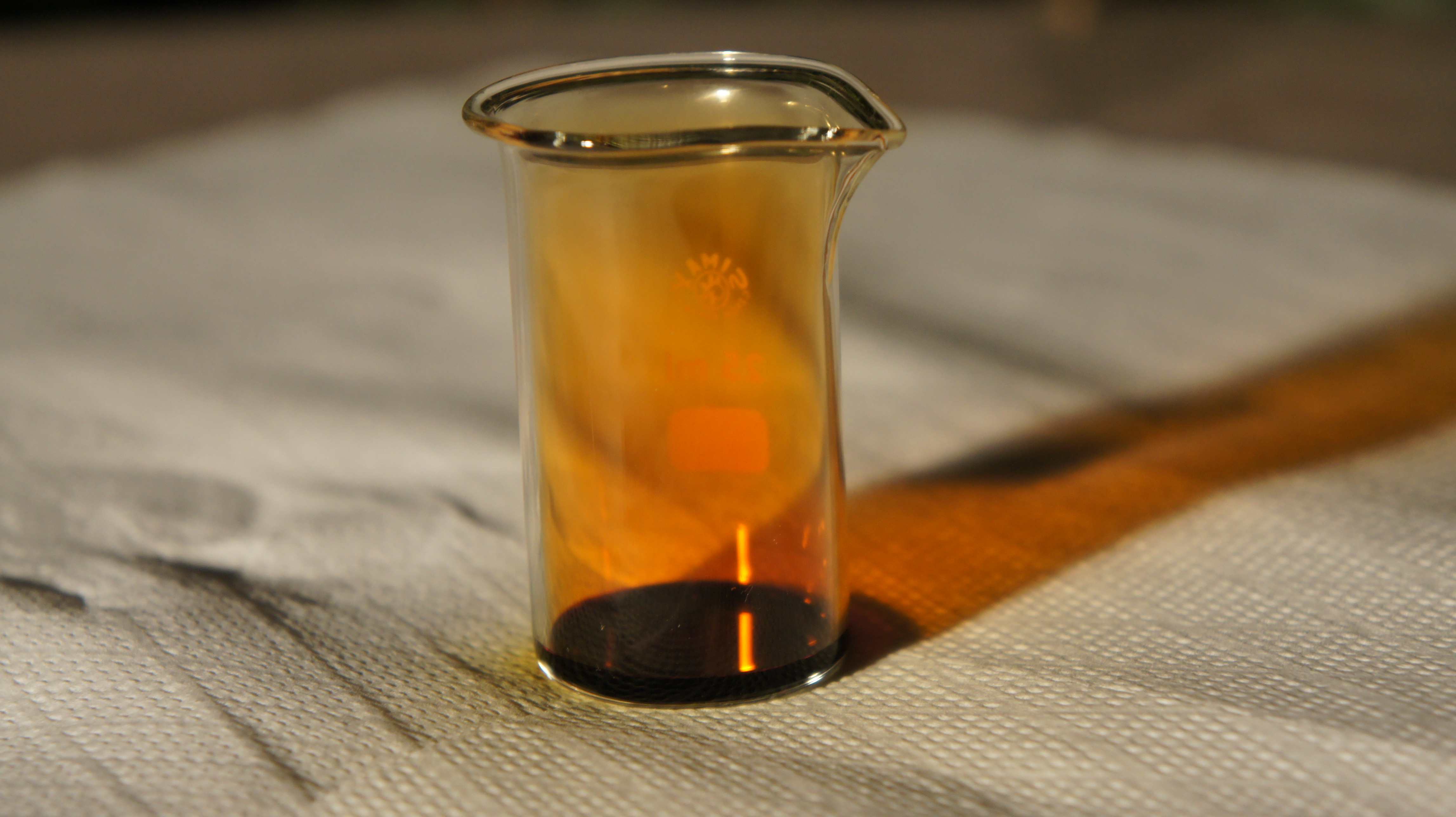
Ciekły brom, nad którym ulatniają się jego pary.

Lotność – stosunek ciśnienia cząstkowego danego składnika w parze nad cieczą do jego ułamka molowego w cieczy. Miarą lotności jest:
- w układzie izotermicznym (stałość temperatury): ciśnienie pary nasyconej (prężność pary nasyconej) – im wyższe ciśnienie pary nasyconej, tym wyższa lotność
- w układzie izobarycznym (stałość ciśnienia): temperatura wrzenia – im wyższa temperatura wrzenia, tym niższa lotność.

W potocznym rozumieniu jest to pojęcie względne służące głównie do porównywania łatwości parowania różnych cieczy; na przykład alkohol etylowy jest bardziej lotny niż woda, gdyż ma niższą temperaturę wrzenia (więc szybciej paruje). Rtęć, pomimo stosunkowo wysokiej temperatury wrzenia, jest potocznie uważana za substancję lotną ze względu na swoje właściwości toksyczne (a także dlatego, że jest jedynym metalem parującym w temperaturze otoczenia, gdyż w tych warunkach jest cieczą). Określenie to może być również stosowane do ciał stałych łatwo przechodzących do stanu gazowego bezpośrednio ze stanu stałego, czyli sublimujących, między innymi jodu, lodu (stałej wody), suchego lodu (stałego dwutlenku węgla).